# 伊沢紘生
伊沢 紘生（いざわ こうせい、1939年 - ）は、日本の霊長類学者、宮城教育大学名誉教授。

## 経歴
東京都生まれ。小田原市立城山中学校、神奈川県立小田原高等学校卒業。1963年京都大学理学部卒業。1968年同大学院理学研究科博士課程修了。1970年「サバンナ・ウッドランドにおけるチンパンジーの単位集団とそれらの遊動について」で理学博士の学位を取得。日本モンキーセンター専任研究員を経て、1982年に宮城教育大学で助教授、教授を務め、2002年に定年退官、名誉教授となる。
宮城教育大学退任後は帝京科学大学生命環境学部教授となり、2010年に定年で退任。宮城のサル調査会会長を務める。

## 研究内容
1962年以来、白山、下北半島、金華山などで野生ニホンザルの生態調査を続け、1963年から1967年までは東アフリカの原野でチンパンジーを調査、1971年から2002年まではアマゾンで新世界ザルの生態調査を行う。白山での野生ニホンザル調査の結果を基に1982年に刊行した『ニホンザルの生態 豪雪の白山に野生を問う』では、従来ニホンザル研究で定説とされてきた「ボスザルを中心としたヒエラルキー社会」が野生ニホンザルでは見られないことを指摘し、ニホンザルの生態研究に一石を投じた。

## 著書
- 『さよならブルーシ』日本放送出版協会〈NHKブックスジュニア〉1975
- 『森と水のくにの動物たち』どうぶつ社 1979
- 『ニホンザルの生態 豪雪の白山に野生を問う』どうぶつ社〈自然誌選書〉1982
- 『アマゾン探検記』どうぶつ社 1983
- 『アマゾン動物記』どうぶつ社〈自然誌選書〉1985
- 『ニホンザルの生活』（絵・内山安二、毎日小学生新聞編）現代書館〈知る知るシリーズ〉1986
- 『野性に聴く サルと自然と人間と』径書房〈こみち双書 自然の本〉1986
- 『ニホンザルの山 森の新聞』フレーベル館 1997
- 『野生ニホンザルの研究』どうぶつ社 2009

### 編著
- 『下北のサル』どうぶつ社〈自然誌選書〉1981
- 『日本動物大百科 第2巻 哺乳類 2』川道武男、粕谷俊雄共編、平凡社 1996
- 『サル対策完全マニュアル』宮城のサル調査会共著、どうぶつ社 2005

### 翻訳
- ロバート・アードレイ『アフリカ創世記 殺戮と闘争の人類史』徳田喜三郎・森本佳樹共訳、筑摩書房 1973
- ヘレン・E・フィッシャー『結婚の起源 女と男の関係の人類学』熊田清子共訳、どうぶつ社〈自然誌選書〉1983
- シドニー・L.W.メレン『愛の起源』熊田清子共訳、どうぶつ社〈自然誌選書〉1985
- ジョン・R.ネイピア, プルー・H.ネイピア『世界の霊長類』どうぶつ社〈自然誌選書〉1987

## 参考
- [ISBN 978-4-88622-338-8]